# Relacions exteriors de Letònia

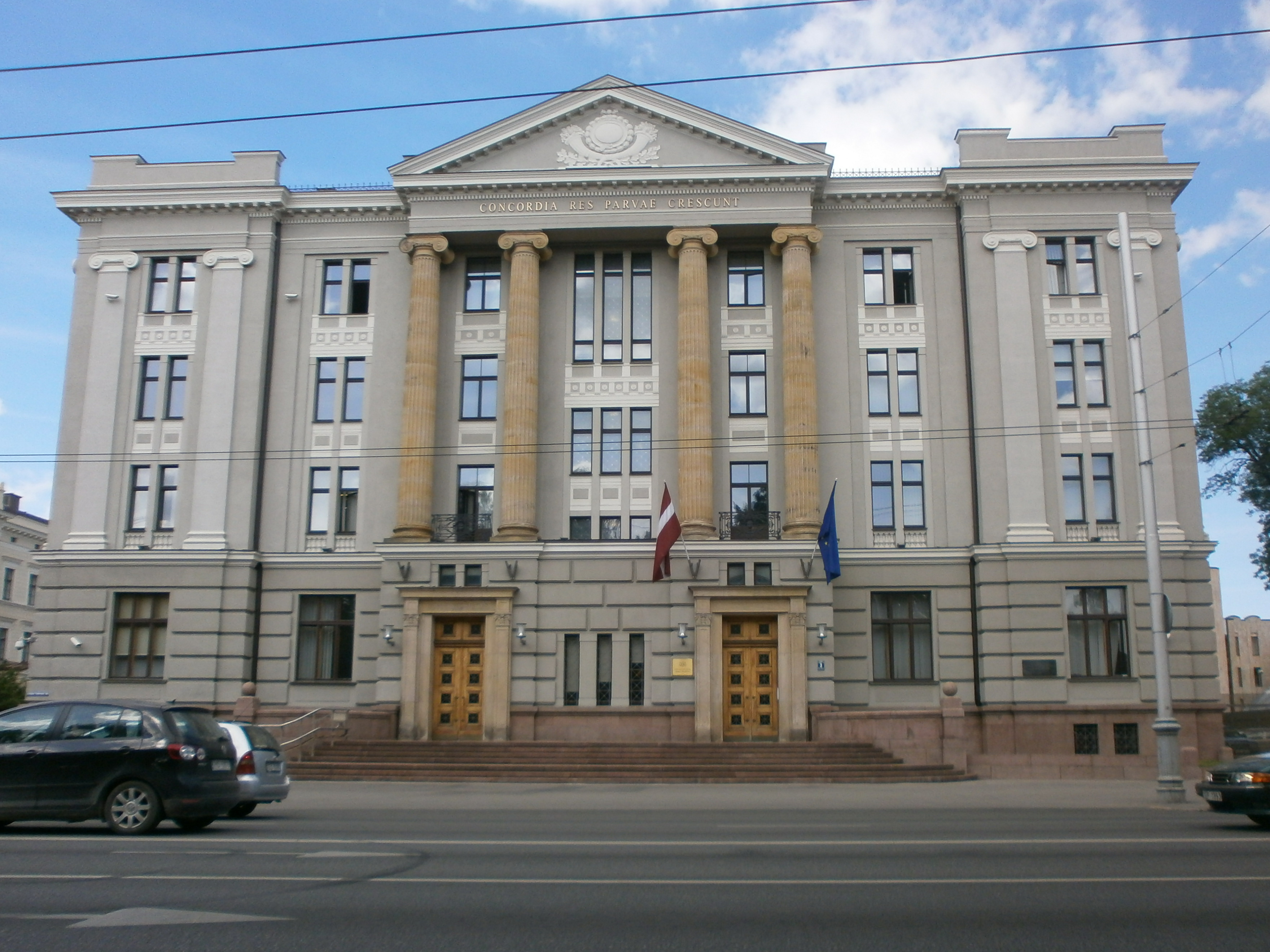
Ministeri d'Afers Exteriors de Letònia

Les Relacions exteriors de Letònia són les que manté com a membre de diverses organitzacions internacionals. La República de Letònia d'avui es considera com una continuació de la república de 1918-1940. Després de la declaració en la restauració de la seva plena independència el 21 d'agost de 1991, Letònia es va convertir en membre de la Nacions Unides el 17 de setembre de 1991, i és signatari d'una sèrie d'organitzacions de Nacions Unides i d'altres acords internacionals, inclòs el CE, Organització d'Aviació Civil Internacional, l'AIEA, la UNESCO, UNICEF, Cort Penal Internacional, el Banc Mundial, Fons Monetari Internacional i el Banc Europeu de Reconstrucció i Desenvolupament. També és membre de l'Organització per a la Seguretat i la Cooperació a Europa i del Consell de Coordinació de l'Atlàntic Nord. El 20 de setembre de 2003, en un referèndum a nivell nacional, els letons van votar a favor d'unir-se a la Unió Europea i l'adhesió de Letònia de la UE va entrar en vigor l'1 de maig de 2004. Letònia es va convertir en un estat membre de l'OTAN el 29 de març de 2004. També cerca una participació més activa en els esforços per la pau de l'ONU a tot el món.
També opera misiones davant les Nacions Unides en la ciutat de Nova York i Ginebra. A la Unió Europea, l'Organització per la Prohibició de les Armes Químiques, l'Organització Mundial del Comerç i l'Organització de les Nacions Unides per a l'Agricultura i l'Alimentació.

## Ambaixades i consolats
A través del seu Ministeri d'Afers Exteriors, Letònia manté ambaixades a l'Argentina, Àustria, Bèlgica, Belarús, Canadà, República Popular de la Xina, la República Txeca, Dinamarca, Estònia, Finlàndia, França, Alemanya, Grècia, Israel, Itàlia, Lituània, els Països Baixos, Nicaragua, Noruega, Polònia, Portugal, Rússia, Sud-àfrica, Suècia, Ucraïna, Gran Bretanya, els Estats Units i Uzbekistan.
Letònia té un Consolat General a Rússia; Consolats a Belarús i Rússia; Consolat General Honorari d'Austràlia, Xipre, l'Índia, Israel i Noruega; i consolats honoraris a l'Argentina, Austràlia, Àustria, Belarús, Brasil, Canadà, Xile, Xipre, Dinamarca, Egipte, Finlàndia, França, Geòrgia, Alemanya, Grècia, Islàndia, Irlanda, Israel, Itàlia, Jordània, Kazakhstan, Kirguistán, el Líban, Luxemburg, Mèxic, Moldàvia, els Països Baixos, Noruega, Pakistan, Filipines, Polònia, Singapur, Sud-àfrica, Corea del Sud, Espanya, Suècia, Suïssa, Tailàndia, Turquia i Veneçuela.

## Relacions amb Rússia
Rússia mostra preocupació per com les lleis del llenguatge i naturalització de Letònia afecten la població de parla russa del país. Els russos comprenien el 27,6% de la població el 2010. D'altra banda, Letònia està interessada en el benestar dels letons ètnics residents a Rússia. L'últim cens de Rússia mostra aproximadament que són uns 40.000 els letons que viuen a Rússia, però les fonts indiquen, que hi ha la probabilitat, que sigui un recompte incomplet, i els letons a Rússia probablement sumen uns 50.000-60.000.
El tractat que delimita la frontera amb Rússia ha estat signat i ratificat el 2007, en virtut del tractat el districte d'Abrene que passa a Rússia.
Converses en curs sobre límits marítims es disputen amb Lituània (la principal preocupació són els drets d'exploració de petroli) 